# Space Rider System
Space Rider System (SRS) — осуществляемый Европейским космическим агентством первый Европейский проект многоразовой космической транспортной системы.
Цель проекта — предоставить Европе доступную, независимую, многоразовую интегрированную комплексную космическую транспортную систему для повседневного доступа и возвращения с низкой орбиты.

## Описание
Спроектированный как свободно летающая орбитальная платформа, Space Rider способен оставаться на орбите два месяца, безопасно повторно войти в атмосферу и приземлиться на землю с точностью до 150 метров. Возвращаемый модуль можно восстановить и повторно использовать до шести миссий.
Транспортная система Space Rider System (SRS) представляет собой космический аппарат, состоящий из орбитального сервисного модуля AOM (англ. AVUM Orbital Module) и возвращаемого модуля RM (англ. Re-entry Module) модуля, объединённых в один стек.
- AOM состоит из модифицированного модуля AVUM+ (англ. Attitude Vernier Upper Module) и модуля ALEK (англ. AVUM Life Extension Kit) и действует как сервисный модуль на орбитальной фазе. AOM отвечает за питание всей системы SRS и выполняет все орбитальные манёвры вплоть до разделения двух модулей (AOM и RM). После окончания орбитальной миссии AOM выводит RM на траекторию снижения, а затем отделяется и выполняет манёвр с целью приводнения в океане.
- RM — это возвращаемый модуль на основе демонстратора IXV(англ. Intermediate eXperimental Vehicle), который несёт экспериментальную полезную нагрузку внутри многоцелевого грузового отсека MPCB (англ. Multi-Purpose Cargo Bay) и возвращается на Землю для посадки, используя планирующий парашют.

Эксперименты внутри грузового отсека позволят продемонстрировать технологии и принести пользу исследованиям в области фармацевтики, биомедицины, биологии и физических наук. В конце своей миссии Space Rider вернётся на Землю со своими полезными грузами и приземлится на взлётно-посадочную полосу для разгрузки и ремонта для следующего полёта.Для запуска планируется использовать ракету-носитель Vega-C (англ.). www.esa.int. Дата обращения: 29 сентября 2022. (Vega Consolidated) — разрабатываемую ESA эволюционную модификацию ракеты-носителя Vega (Вега).
Старты ракеты-носителя планируется проводить с космодрома Куру во Францу́зской Гвиа́не.
Для миссий с углом наклона ≥37° приземления будут осуществляться на специально построенной посадочной площадке на острове Санта-Мария на Азорских островах, оснащённой центром управления посадкой.
Для миссий с меньшим углом наклона рассматриваются Французский Кюрасао.
Грузовой отсек вмещает несколько типов полезной нагрузки и оснащён роботизированным манипулятором.

## Характеристики
- ракета-носитель — Vega-C[5]
- орбита — круговая, высота 400 км
- полезная нагрузка — до 800 кг

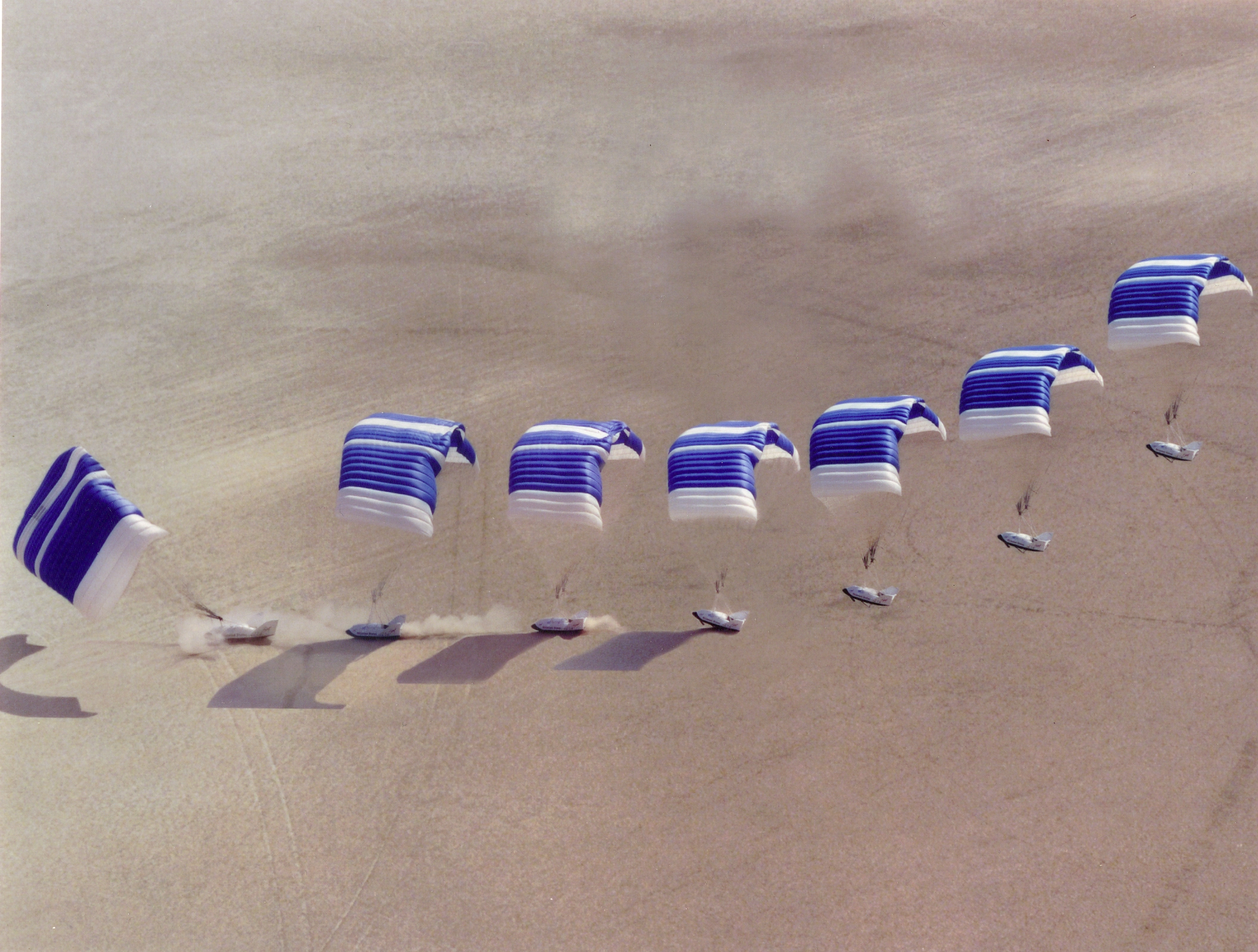
При посадке Space Rider будет использовать контролируемый планирующий парашют, таким же образом как использовал NASA X-38 в 1999 году.

- объём грузового отсека — как минимум 1,2 м³
- стартовая масса — 3000 кг
- продолжительность миссии — минимум 2 месяца
- количество миссий — минимум 6

## Хронология
Space Rider, продолжение Промежуточного экспериментального корабля IXV (англ. Intermediate eXperimental Vehicle) ЕКА, который был запущен в космос 11 февраля 2015 года с приводнением на парашюте в Тихом океане в рамках части программы ЕКА Программа подготовки будущих стартов (Future Launchers Preparatory Programme (FLPP)).
9 декабря 2020 года были подписаны контракты с Thales Alenia Space и Avio на строительство транспортного средства и наземной инфраструктуры на сумму 167 миллионов € (200 миллионов $). Ожидаемый первый полёт — в третьем квартале 2023 года.
19 мая 2021 года Thales Alenia Space заключила контракт с SENER Aeroespacial (англ.). www.aeroespacial.sener. Дата обращения: 29 сентября 2022. в качестве субподрядчика на разработку Системы GNC (Guidance, Navigation and Control) который пилотирует модуль возврата с околоземной орбиты до посадки на заранее определённом аэродроме. SENER Aeroespacial (англ.). www.aeroespacial.sener. Дата обращения: 29 сентября 2022. также принимала участие разработке IXV (англ. Intermediate eXperimental Vehicle) являющегося предшественником Space Rider.
23 октября 2021 года ЕКА начала регистрацию доставки полезной нагрузки на борт первого возвращаемого рейса и будущих полетов на низкую орбиту Space Rider. 
В апреле 2024 года начата тестовая кампания,в ходе которой модель Space Rider, которая имеет распределение веса, аналогичное реальному модулю реинтродукции весом 3000 кг сбрасывался с вертолёта с высоты 3,5 км для тестирования и квалификации развертывания парашютов. Тормозной парашют развернул парафойл длиной 27 м и шириной 10 м, обеспечив мягкую посадку на небольшой скорости около 12 км/ч. Во время фазы посадки аппарат управлялся с земли. Это позволило команде протестировать тормозные парашюты, парафойл и управляющие лебедки, которые автоматически направляют космический аппарат на мягкий посадку на Землю. Эта фаза успешно закончена в августе 2024 года. 
Весной 2025 года запланирован следующий этап испытаний на падение с целью проверить точность достижения заданной точки посадки. В третьем–четвёртом квартале 2025 года начнутся полномасштабные испытания с репрезентативным макетом Re-entry модуля для подтверждения безопасности приземления и устойчивости конструкции после посадки.
Дебют Space Rider перенесён на 2027 год в связи с тем, что будет осуществлён с помощью ракеты-носителя Vega C+, оснащённой более мощной усовершенствованной первой ступенью P160. Выбор этой конфигурации обусловлен требованиями миссии, в частности — планируемой посадкой аппарата на острове Санта-Мария (Азорские острова), которая рассматривается ЕКА как предпочтительная.